# Freileitungsverbindung Jintang–Cezi
Die Freileitungsverbindung Jintang–Cezi ist der Abschnitt der 500-kV-Leitung von Ningbo nach Zhoushan zwischen den Inseln Jingtang und Cezi. Hierzu ist die Leitung auf zwei je 380 Meter hohen Masten aufgehängt, die die höchsten Freileitungsmasten der Welt sind. Sie wurden 2018/19 errichtet. Die Masten sind mit vier Stromkreisen belegt, die in Doppeldonaumastkonfiguration auf den Masten angeordnet sind. Allerdings sind von den vier Stromkreisen zurzeit nur zwei angeschlossen.